# Saint-Hilaire-de-la-Noaille

Saint-Hilaire-de-la-Noaille este o comună în departamentul Gironde din sud-vestul Franței. În 2009 avea o populație de 379 de locuitori.

## Evoluția populației
| An        | 1975 | 1982 | 1990 | 1999 | 2006 | 2009 |
| --------- | ---- | ---- | ---- | ---- | ---- | ---- |
| Populație | 296  | 271  | 291  | 305  | 355  | 379  |